# ناوبری ماهواره‌ای

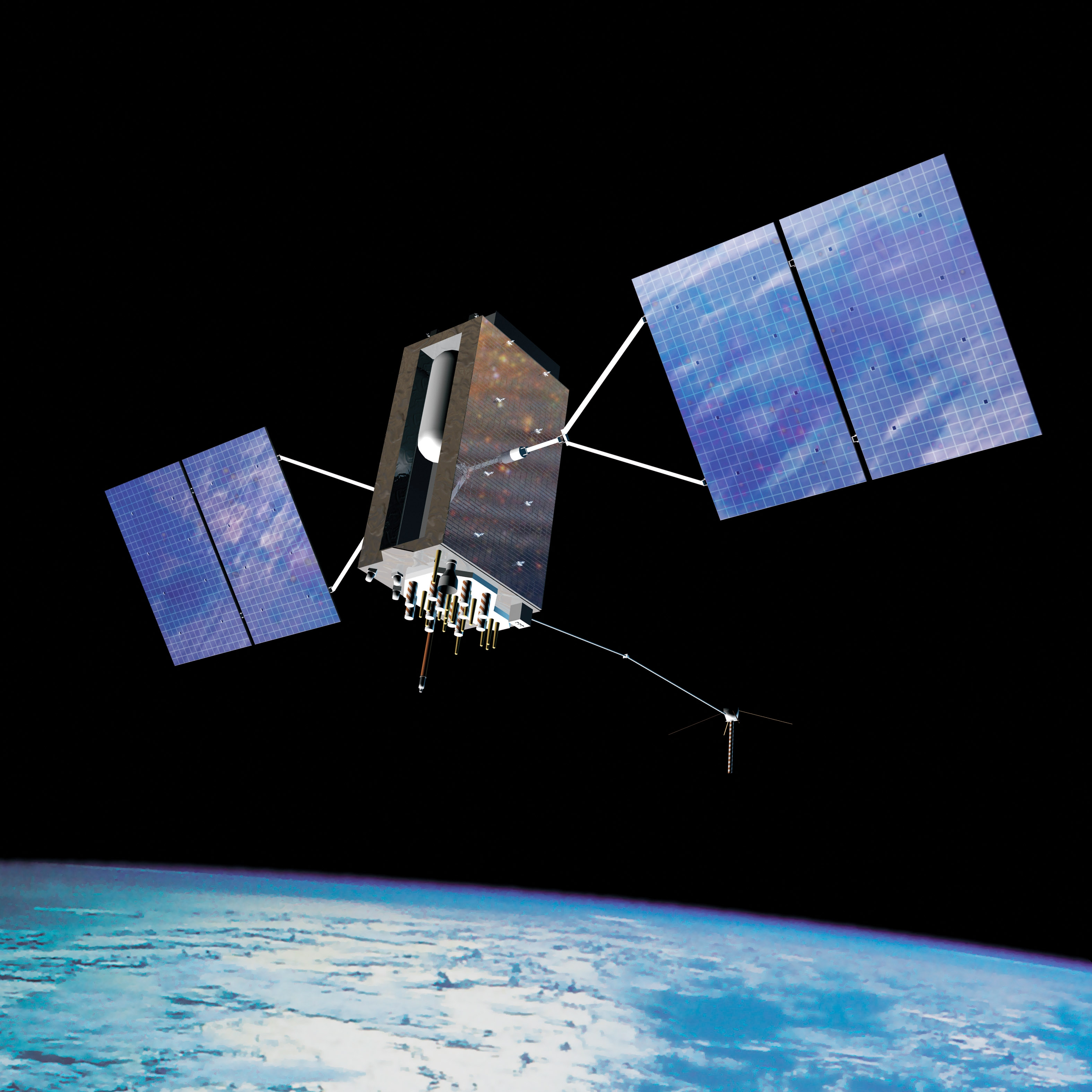
سامانه موقعیت‌یاب جهانی (GPS) نیروی فضایی ایالات متحده آمریکا نخستین سامانه جهانی ناوبری ماهواره‌ای و نخستین سامانه‌ای بود که به عنوان یک سرویس جهانی رایگان ارائه شد.

سامانه ناوبری ماهواره‌ای (به انگلیسی: Satellite navigation) که به اختصار satnav نیز نامیده می‌شود، سامانه‌ای است که از ماهواره برای زمین‌موقعیت‌یابی خودکار استفاده می‌کند. سامانه ناوبری ماهواره‌ای با پوشش جهانی سامانه جهانی ناوبری ماهواره‌ای (Global Navigation Satellite System) یا به اختصار GNSS نامیده می‌شود. چهار سامانه جهانی فعال در سال ۲۰۲۴ عبارتند از: سامانه موقعیت‌یاب جهانی (GPS) متعلق به ایالات متحده آمریکا، گلوناس روسیه، سامانه ناوبری بیدو (BDS) متعلق به چین و سامانه گالیلئو متعلق به اتحادیه اروپا.
سامانه‌های تقویت بر پایه ماهواره (SBAS) برای افزایش دقت GNSS طراحی شده‌اند. این سامانه‌ها شامل سامانه ماهواره‌ای کواسی-زنیث (QZSS) ژاپن، سامانه GAGAN هند و سرویس همپوشانی ناوبری زمین‌ایستای اروپا (EGNOS) می‌شود که همگی بر پایه GPS هستند. نسخه‌های پیشین سامانه ناوبری بیدو و سامانه کنونی ناوبری منطقه‌ای هند (IRNSS) به‌طور عملیاتی با عنوان NavIC شناخته می‌شود و نمونه‌هایی از عملکرد مستقل سامانه منطقه‌ای ناوبری ماهواره‌ای یا RNSS به‌شمار می‌روند.
دستگاه‌های ناوبری ماهواره‌ای موقعیت (طول و عرض جغرافیایی و فرازا/ارتفاع) را با دقت زیاد (در حد چند سانتی‌متر تا متر) با استفاده از سیگنال‌های زمان منتقل‌شده از خط دید توسط رادیو از ماهواره‌ها تعیین می‌کنند. این سامانه را می‌توان برای تعیین موقعیت، ناوبری یا برای ردیابی موقعیت چیزی که دارای یک گیرنده است (ردیابی ماهواره‌ای)، استفاده کرد. همچنین سیگنال‌ها به گیرنده الکترونیکی اجازه می‌دهد تا زمان محلی فعلی را با دقت بالایی محاسبه کند که امکان همگام‌سازی زمان را فراهم می‌کند. این کاربردها در مجموع به عنوان موقعیت‌یابی، ناوبری و زمان‌بندی (PNT) شناخته می‌شوند. سامانه‌های ناوبر ماهواره‌ای مستقل از هر گیرنده تلفنی یا اینترنتی کار می‌کنند، اگرچه این فناوری‌ها می‌توانند سودمندی اطلاعات موقعیت‌یابی تولیدشده را افزایش دهند.
پوشش جهانی هر سامانه به‌طور کلی توسط یک منظومه ماهواره‌ای شامل ۱۸ تا ۳۰ ماهواره در مدار میانی زمین (MEO) به دست می‌آید که بین چندین صفحه مداری پخش شده‌اند. ویژگی‌های سامانه‌های واقعی متفاوت است اما همه آنها انحراف مداری بیش از ۵۰ درجه و تناوب مداری تقریباً دوازده ساعته (در ارتفاع حدود ۲۰٬۰۰۰ کیلومتر یا ۱۲٬۰۰۰ مایل) دارند.

## ویژگی‌ها
سامانه‌های جهانی ناوبری ماهواره‌ای (GNSS) سیستم‌هایی هستند که به گیرنده‌های کوچک اجازه می‌دهند تا موقعیت خود را (طول، عرض و ارتفاع جغرافیایی) با خطای چند متری مشخص کنند. این قابلیت از طریق انتقال امواج رادیویی بین دستگاه و ماهواره صورت می‌گیرد. ایستگاه‌های ثابت زمینی می‌توانند برای محاسبه بسیار دقیق زمان برای آزمایش‌های علمی استفاده شوند.
در حال حاضر، سامانه موقعیت‌یاب جهانی (GPS) تمام فعال متعلق به آمریکاست که NAVSTAR نام دارد و در حال تقویت است. سامانهٔ گلوناس (GLONASS)متعلق به روسیه در حال تقویت است تا به اهداف نظامی و تجاری خود دست یابد. کشور چین اعلام کرده تا سال ۲۰۱۵ سیستم موقعیت‌یاب محلی Beidou را با سیستم ناوبری جهانی خود یعنی COMPASS ترکیب می‌کند. سیستم ناوبری اتحادیه اروپا با نام گالیلئو (Galileo) در مرحله توسعه است و اکنون فعال است.
یک سیستم ناوبری ماهواره ای با پوشش جهانی ممکن است یک سیستم ماهواره ای ناوبری جهانی (سمنج یا GNSS) نامیده شود. از سپتامبر ۲۰۲۰، سیستم موقعیت‌یابی جهانی ایالات متحده (GPS)، سیستم ماهواره ناوبری جهانی روسیه (GLONASS)، سیستم ماهواره ای ناوبری BeiDou چین و گالیله اتحادیه اروپا سمنج‌های کاملاً عملیاتی هستند. سیستم ماهواره Quasi-Zenith ژاپن یک سیستم تقویت ماهواره ای مبتنی بر GPS (ایالات متحده) برای افزایش دقت GPS است و ناوبری ماهواره ای مستقل از GPS برای سال ۲۰۲۳ برنامه‌ریزی شده است. سیستم ماهواره ای ناوبری منطقه ای هند (IRNSS) قصد دارد در طولانی مدت به یک نسخه جهانی گسترش یابد. ادغام سیستم موقعیت‌یابی جهانی ایالات متحده (GPS) و سیستم ماهواره ناوبری جهانی روسیه (GLONASS) اولین بار توسط جواد اشجعی انجام گرفت.

## دسته‌بندی

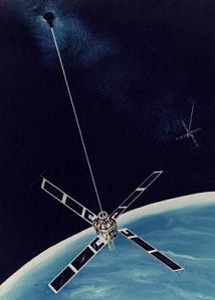
ماهواره انتقالگر.

GNSSها بر اساس میزان دقتی که دارند همچنین قابلیت نظارت آن‌ها برای استفاده عموم به رده‌های زیر تقسیم می‌شوند:
- GNSS-۱: نسل اول سیستم و ترکیبی است از ماهواره‌های ناوبری موجود (GPS یا GLONASS) با ایستگاه‌های تقویت ماهواره‌ای (SBAS - Satellite Based Augmentation Systems) یا زمینی (GBAS - Ground Based Augmentation Systems). در آمریکا بخش ماهواره‌ای سیستم، یک سیستم تقویت گسترده (WAAS - Wide Area Augmentation System) است. در اروپا، سرویس ایستگاه‌های ناوبری سراسری اروپایی (EGNOS - European Geostationary Navigation Overlay Service)، در ژاپن سیستم تقویت ماهواره‌ای چندکاره (MASAS - Multi-Functional Satellite Augmentation System). ایستگاه‌های تقویت زمینی معمولاً از سامانه تقویت محلی (LAAS - Local Area Augmentation System) تشکیل شده‌اند.
- GNSS-۲: نسل دوم سیستم‌های ناوبری هستند که به‌طور مستقل کاربرد غیرنظامی سیستم را فراهم می‌کنند (مانند گالیلئو اروپا) این سیستم‌ها دقت و کارایی مورد نیاز کاربردهای غیرنظامی سیستم را در اختیار قرار می‌دهند. این سامانه‌ها از بسامدهای L۱ و L۲ برای کاربرد غیرنظامی و بسامد L۵ برای همگرایی استفاده می‌شود.
- Core Satellite:ماهواره‌های اصلی سیستم ناوبری. در حال حاضر GPS, Galileo و GLONASS
- SBAS: سیستم‌های تقویت سراسری ماهواره‌ای مانند Omnistar و StarFire
- SBASهای محلی: WAAS آمریکا، EGNOS اروپا، MSAS ژاپن و GAGAN هندوستان
- SNSهای محلی: یا سیستم‌های ناوبری ماهواره‌ای محلی مانند QZSS ژاپن، IRNSS هندوستان و Beidou چین
- GBAS قاره‌ای: مانند GRAS استرالیا DGPS آمریکا (مربوط به سازمان حمل و نقل)
- GBAS محلی: مانند شبکه‌های CORS
- GBAS محلی نمونه‌گیری شده از یک ایستگاه اصلاح زمان واقعی جنبش‌ها (RTK) متعلق به GPS

## تاریخچه
نیازهای سیستم‌های فعلی، DECCA, LORAN و Omega بودند که از ایستگاه‌های فرستنده رادیویی موج بلند زمینی به جای ماهواره استفاده می‌کردند. این سیستم‌های ناوبری، یک پالس رادیویی از ایستگاه مادر سپس سایر ایستگاه‌های تابع ارسال می‌کردند. اختلاف بین ارسال و دریافت در ایستگاه‌های تابع با دقت کنترل می‌شدند که به گیرنده‌ها امکان می‌دادند تا اختلاف بین دریافتها و ارسالها را تشخیص دهند. از این طریق فاصله تا هر ایستگاه و در نتیجه موقعیت گیرنده مشخص می‌شد.
اولین سیستم ناوبری ماهواره‌ای Transit نام داشت که در دهه ۱۹۶۰ میلادی توسط ارتش ایالات متحده ساخته شد. نحوه کار این سیستم بر اساس اثر داپلر (Doppler effect) استوار بود. به این صورت که ماهواره‌هایی که در یک مدار مشخص در حرکت بودند سیگنال‌هایی را در فرکانسهای معین ارسال می‌کردند. فرکانس دریافتی به صورت واضحی با فرکانس ارسالی تفاوت دارد که آنهم به‌دلیل حرکت مشخص ماهواره بود. با بررسی این فرکانسها در یک زمان بسیار کوتاه موقعیت تقریبی گیرنده مشخص می‌شد که بعدها شیوه‌های اندازه‌گیری با دخیل کردن چندین پارامتر از جمله حرکت مداری ماهواره دقیقتر شد.
قسمتی از اطلاعات ارسالی مربوط به اطلاعات مداری دقیق است. برای اطمینان از دقت بالا، رصدخانه نیروی دریایی آمریکا (USNO) دائماً مسیر حرکت این ماهواره‌ها را زیرنظر دارد. اگر ماهواره‌ای کمی از مدار منحرف شد، این سازمان اطلاعات لازم را برای اصلاح مسیر ارسال می‌کند.
سیستم‌های امروزی بسیار دقیقتر و کارآمدتر هستند. ماهواره سیگنال‌هایی ارسال می‌کند که اطلاعات موقعیت ماهواره و زمان دقیق ارسال سیگنال را دارد. موقعیت ماهواره در قالب پیامهای داده‌ای ارسال می‌شود که حاوی کدی است که به عنوان مرجع زمانبندی استفاده می‌شود. ماهواره‌ها از ساعت‌های اتمی برای هم‌زمان‌سازی بین همدیگر استفاده می‌کنند. گیرنده زمان ارسالی ماهواره را با زمان داخلی خود مقایسه کرده و فاصله ماهواره تا خود را اندازه می‌گیرد. این مقایسه با ماهواره‌های دیگر در ارتباط با این گیرنده انجام می‌شود و سپس محل دقیق گیرنده مشخص می‌شود.
هر اندازه‌گیری مسافتی، موقعیت گیرنده تا فرستنده را روی یک کره مشخص می‌کند. در مورد گیرنده‌هایی که با سرعت بالا حرکت می‌کنند، موقعیت امواج ارسالی آن‌ها تغییر می‌کند. همچنین اطلاعات دریافتی از ماهواره‌ها نیز متفاوت است. ضمناً سرعت امواج رادیویی در برخی لایه‌های جو از جمله یونوسفر کمتر است که بستگی به زاویه ماهواره به گیرنده دارد. آسانترین راه حل اینست که در هر لحظه ۴ ماهواره در معرض دید گیرنده باشند. در حالت بهتر ترکیب ماهواره‌ها با ایستگاه‌ها و استفاده از تکنیکهایی چون غربال کالمن (Kalman filtering) برای انجام محاسبات دقیقتر در شرایط سخت‌تر و پیچیده‌تر، بهترین جواب را خواهد داد.

## کاربردها
GNSS در اصل برای کاربردهای نظامی طراحی شده‌اند. ناوبری ماهواره‌ای به ارتشها این امکان را می‌دهد تا سلاح یا موشک خود را با دقتی فوق‌العاده به هدف بزنند که این امر تأثیر سلاح را چند برابر می‌کند. همچنین اشتباهات ناشی از هدایت غیرصحیح موشک را کاهش می‌دهد (مانند بمبهای هوشمند). ناوبری ماهواره‌ای به نیروها جهت حرکت و شناسایی موقعیت فعلی خود و سایر همرزمان حتی در شرایط سخت محیطی کمک می‌کند.
این نوع ناوبری می‌تواند به عنوان نیروی کمکی در جنگ باشد. در حقیقت این نیرو در جهت کاهش حوادث ناخواسته در جنگ و افزایش ارتباطات نیروهای خودی در میدان نبرد کاربرد فراوانی دارد. به همین جهت، سیستم ناوبری ماهواره‌ای می‌تواند به عنوان یک ابزار قدرتمند در هر ارتشی باشد.
در امور غیرنظامی کاربردهای فراوانی برای GNSS تعریف شده است:
- ناوبری یا هدایت (از دستگاه‌های کوچک دستی تا ماشین‌ها، کشتیها و هواپیماها)
- تنظیم زمان
- سرویهای محلی مانند enhanced۹۱۱
- عملیات نجات
- وارد کردن اطلاعات در نقشه‌های جغرافیایی
- علوم ژئوفیزیک
- رهگیری اشیاء

و…
نکته مهم این است که مالکان سیستم‌های ناوبری می‌توانند استفاده از امکانات خود را محدود کنند؛ مثلاً کل سرویس خود را در یک منطقه غیرفعال کنند.

## سامانه‌های جهانی ناوبری ماهواره‌ای

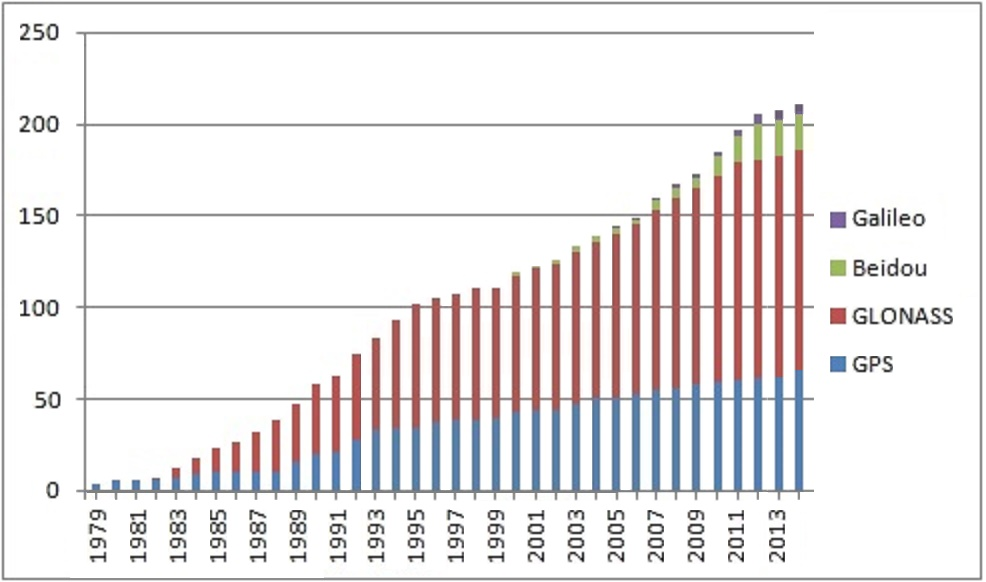
سامانه ماهواره‌ای ناوبری جهانی

### GPS
Global Positioning System: سیستم ناوبری آمریکا که از سال ۲۰۰۷ تنها سیستم تمام فعال است که در تمام دنیا قابل استفاده است. این سیستم بر پایه بیش از ۳۲ ماهواره استوار است که در مدارهای میانی زمین در حرکتند (این عدد شامل ماهواره‌های قدیم و جایگزین شده هم هست). این سیستم از سال ۱۹۷۸ فعال شده و از سال ۱۹۹۴ در تمام جهان در دسترس است. این سیستم در حال حاضر کاربردی‌ترین سیستم ناوبری جهان است.

### گلوناس
GLObal'naya NAvigatsionnaya Sputnikovaya Sistema: محصول شوروی سابق و روسیه امروزی که پیشتر در حالت تمام فعال بود اما با فروپاشی شوروی این سیستم با مشکلات فراوانی روبرو شد. روسیه وعده داده این سیستم تا سال ۲۰۱۰ مجدداً به حالت تمام فعال برگردد. اکنون این سامانه تمام فعال است و تا سال ۲۰۱۹ برای ۱۵ سال فعال خواهد ماند. هم‌اکنون ماهواره جدیدی برای پشتیبانی ماهواره قبلی و جانشینی، جایگزین شده است.

### بیدو
بیدو به عنوان بیدو-۱ که اکنون از کار افتاده است، یک شبکه محلی آسیا-اقیانوسیه در مدارهای ثابت زمین بود. نسل دوم سیستم بیدو-۲ در دسامبر ۲۰۱۱ در چین عملیاتی شد.

### گالیلئو
در سال ۲۰۰۲ اتحادیه اروپا و آژانس فضایی اروپا در مورد جانشین GPS یعنی Galileo positioning system به توافق رسیدند. با بودجه اختصاصی ۲٫۴ میلیارد پوندی طبق برنامه این سیستم در سال ۲۰۱۲ آغاز به کار کرد. اولین ماهواره آزمایشی در ۲۸ سپتامبر ۲۰۰۵ پرتاب شد. پیش‌بینی می‌شود این سیستم با GPS ارتقا یافته موجود هماهنگی داشته و گیرنده‌ها بتوانند از هر دوی این فناوری‌ها استفاده کنند.

## سامانه‌های منطقه‌ای ناوبری ماهواره‌ای

### NavIC
سامانه ماهواره‌ای ناوبری منطقه‌ای هند یا IRNSS، سیستم ناوبری ماهواره‌ای محلی هند و یک سیستم ناوبری محلی مستقل است و زیرنظر سازمان تحقیقات فضایی هند وابسته به دولت هندوستان فعالیت می‌کند. دولت هند این پروژه را در ماه مه۲۰۰۶ به اجرا درآمد و در سال ۲۰۱۲ پیاده‌سازی آن به اتمام رسید. این سیستم از ۷ ماهواره مستقر در مدار ثابت تشکیل شده که دقتی نزدیک ۲۰ متر دارد و تا شعاع ۲۰۰۰ کیلومتری اطراف هند را هم پوشش می‌دهد.

### بیدو اولیه
سیستم ناوبری محلی چین که بزودی به سیستم جهانی Compass ارتقا می‌یابد. چین اعلام کرده که سیستم ناوبری محلی خود با نام Beidou یا دب اکبر را به یک سیستم سراسری تبدیل خواهد کرد. به گزارش خبرگزاری رسمی چین این برنامه Compass نام گرفته و از ۳۰ مدارگرد (که در مدارات میانی در حرکتند) و ۵ ماهواره ثابت تشکیل شده است. همچنین چین مایل به مشارکت کشورهای دیگر برای توسعه سیستم است که با توجه به مشارکت چین در سیستم ناوبری اروپا (Galileo) ابهاماتی در این زمینه وجود دارد.

## تقویت و برافزایش
سامانه‌ای که با دریافت اطلاعات خارجی، دقت و قابلیت اعتماد سیستم ناوبری ماهواره‌ای را افزایش می‌دهد. هم‌اکنون حسگرهای زیادی روی زمین وجود دارند که اطلاعات GNSS را دریافت و پردازش می‌کنند. بعضی از این سنسورها، اطلاعات اضافه تری در مورد منشأ خطاها اعلام می‌کنند و نحوه اندازه‌گیری موقعیت را هم مشخص می‌کنند. نمونه‌های این ایستگاه‌ها در ادامه معرفی شده‌اند.

### QZSS
Quasi-Zenith Satellite System - متشکل از ۳ ماهواره است که یک سیستم همسان‌سازی زمانی و توسعه‌ای بر GPS آمریکاست و کشور ژاپن را پوشش می‌دهد. طبق برنامه اولین ماهواره این سیستم در سال ۲۰۰۹ پرتاب شد و فعال است.

## مقایسه سامانه‌ها
| سامانه                 | سامانه ناوبری بیدو | گالیلئو                                                                                | گلوناس                                                    | سامانه موقعیت‌یاب جهانی                              | سامانه ماهواره‌ای ناوبری منطقه‌ای هند                                     | سامانه ماهواره‌ای کواسی-زنیث                                            |
| ---------------------- | --- | -------------------------------------------------------------------------------------- | --------------------------------------------------------- | --------------------------------------------------- | ----------------------------------------------------------------------- | ---------------------------------------------------------------------- |
| مالک                   | چین | اتحادیه اروپا                                                                          | روسیه                                                     | ایالات متحده آمریکا                                 | هند                                                                     | ژاپن                                                                   |
| پوشش                   | جهانی | جهانی                                                                                  | جهانی                                                     | جهانی                                               | منطقه‌ای                                                                 | منطقه‌ای                                                                |
| روش دسترسی به کانال    | دسترسی چندگانه تقسیم کدی | دسترسی چندگانه تقسیم کدی                                                               | دسترسی چندگانه با تقسیم فرکانس و دسترسی چندگانه تقسیم کدی | دسترسی چندگانه تقسیم کدی                            | دسترسی چندگانه تقسیم کدی                                                | دسترسی چندگانه تقسیم کدی                                               |
| ارتفاع کیلومتر (مایل)  | ۲۱٬۱۵۰ (۱۳٬۱۴۰) | ۲۳٬۲۲۲ (۱۴٬۴۲۹)                                                                        | ۱۹٬۱۳۰ (۱۱٬۸۹۰)                                           | ۲۰٬۱۸۰ (۱۲٬۵۴۰)                                     | ۳۶٬۰۰۰ (۲۲٬۰۰۰)                                                         | ۳۲٬۶۰۰–۳۹٬۰۰۰ (۲۰٬۳۰۰–۲۴٬۲۰۰)                                          |
| تناوب                  | ۱۲٫۸۸ ساعت (۱۲ ساعت ۵۳ دقیقه) | ۱۴٫۰۸ ساعت (۱۴ ساعت ۵ دقیقه)                                                           | ۱۱٫۲۶ ساعت (۱۱ ساعت ۱۶ دقیقه)                             | ۱۱٫۹۷ ساعت (۱۱ ساعت ۵۸ دقیقه)                       | ۲۳٫۹۳ ساعت (۲۳ ساعت ۵۶ دقیقه)                                           | ۲۳٫۹۳ ساعت (۲۳ ساعت ۵۶ دقیقه)                                          |
| دوره بازگشت/زمان نجومی | ۱۳/۷ (۱٫۸۶) | ۱۷/۱۰ (۱٫۷)                                                                            | ۱۷/۸ (۲٫۱۲۵)                                              | ۲                                                   | ۱                                                                       | ۱                                                                      |
| ماهواره‌ها              | بیدو-۳: ۲۸ عملیاتی (۲۴ در مدار میانی زمین، ۳ در مدار زمین‌ایستای مایل، ۱ در مدار زمین‌ایستا) ۵ در اعتبارسنجی مداری ۲ در مدار زمین‌ایستا، ۲۰برنامه‌ریزی‌شده بیدو-۲: ۱۵ عملیاتی ۱ در راه‌اندازی | در طراحی: ۲۷ عملیاتی + ۳ ذخیره اکنون: ۲۶ در مدار ۲۴ عملیاتی ۲ غیرفعال 6 پرتاب خواهد شد | ۲۴ در طراحی ۲۴ عملیاتی ۱ در راه‌اندازی ۱ در تست پرواز      | ۲۴ در طراحی ۳۰ عملیاتی                              | ۸ عملیاتی (۳ در مدار زمین‌ایستا، ۵ در مدار زمین‌همگام در مدار میانی زمین) | ۴ عملیاتی (۳ در مدار زمین‌همگام، ۱ در مدار زمین‌ایستا) ۷ در آینده        |
| بسامد گیگاهرتز         | ۱٫۵۶۱۰۹۸ (B1) ۱٫۵۸۹۷۴۲ (B1-2) ۱٫۲۰۷۱۴ (B2) ۱٫۲۶۸۵۲ (B3) | ۱٫۵۵۹–۱٫۵۹۲ (E1) ۱٫۱۶۴–۱٫۲۱۵ (E5a/b) ۱٫۲۶۰–۱٫۳۰۰ (E6)                                  | ۱٫۵۹۳–۱٫۶۱۰ (G1) ۱٫۲۳۷–۱٫۲۵۴ (G2) ۱٫۱۸۹–۱٫۲۱۴ (G3)        | ۱٫۵۶۳–۱٫۵۸۷ (L1) ۱٫۲۱۵–۱٫۲۳۹۶ (L2) ۱٫۱۶۴–۱٫۱۸۹ (L5) | ۱٫۵۷۵۴۲ (L1) ۱٫۱۷۶۴۵ (L5) ۲٫۴۹۲۰۲ (S)                                   | ۱٫۵۷۵۴۲ (L1C/A, L1C, L1S) ۱٫۲۲۷۶۰ (L2C) ۱٫۱۷۶۴۵ (L5, L5S) ۱٫۲۷۸۷۵ (L6) |
| وضعیت                  | عملیاتی | عملیاتی از ۲۰۱۶ تکمیل در ۲۰۲۰                                                          | عملیاتی                                                   | عملیاتی                                             | عملیاتی                                                                 | عملیاتی                                                                |
| دقت متر (پا)           | ۳٫۶ (۱۲) (همگانی) ۰٫۱ (۰٫۳۳) (رمزگذاری‌شده) | ۰٫۲ (۰٫۶۶) (همگانی) ۰٫۰۱ (۰٫۰۳۳) (رمزگذاری‌شده)                                         | ۲–۴ (۶٫۶–۱۳٫۱)                                            | ۰٫۳–۵ (۰٫۹۸–۱۶٫۴۰) (بدون DGPS یا WAAS)              | ۱ (۳٫۳) (همگانی) ۰٫۱ (۰٫۳۳) (رمزگذاری‌شده)                               | ۱ (۳٫۳) (همگانی) ۰٫۱ (۰٫۳۳) (رمزگذاری‌شده)                              |
| سامانه                 | سامانه ناوبری بیدو | گالیلئو                                                                                | گلوناس                                                    | سامانه موقعیت‌یاب جهانی                              | سامانه ماهواره‌ای ناوبری منطقه‌ای هند                                     | سامانه ماهواره‌ای کواسی-زنیث                                            |
| منابع:                 | |                                                                                        |                                                           |                                                     |                                                                         |                                                                        |

## تکنیک‌های مرتبط

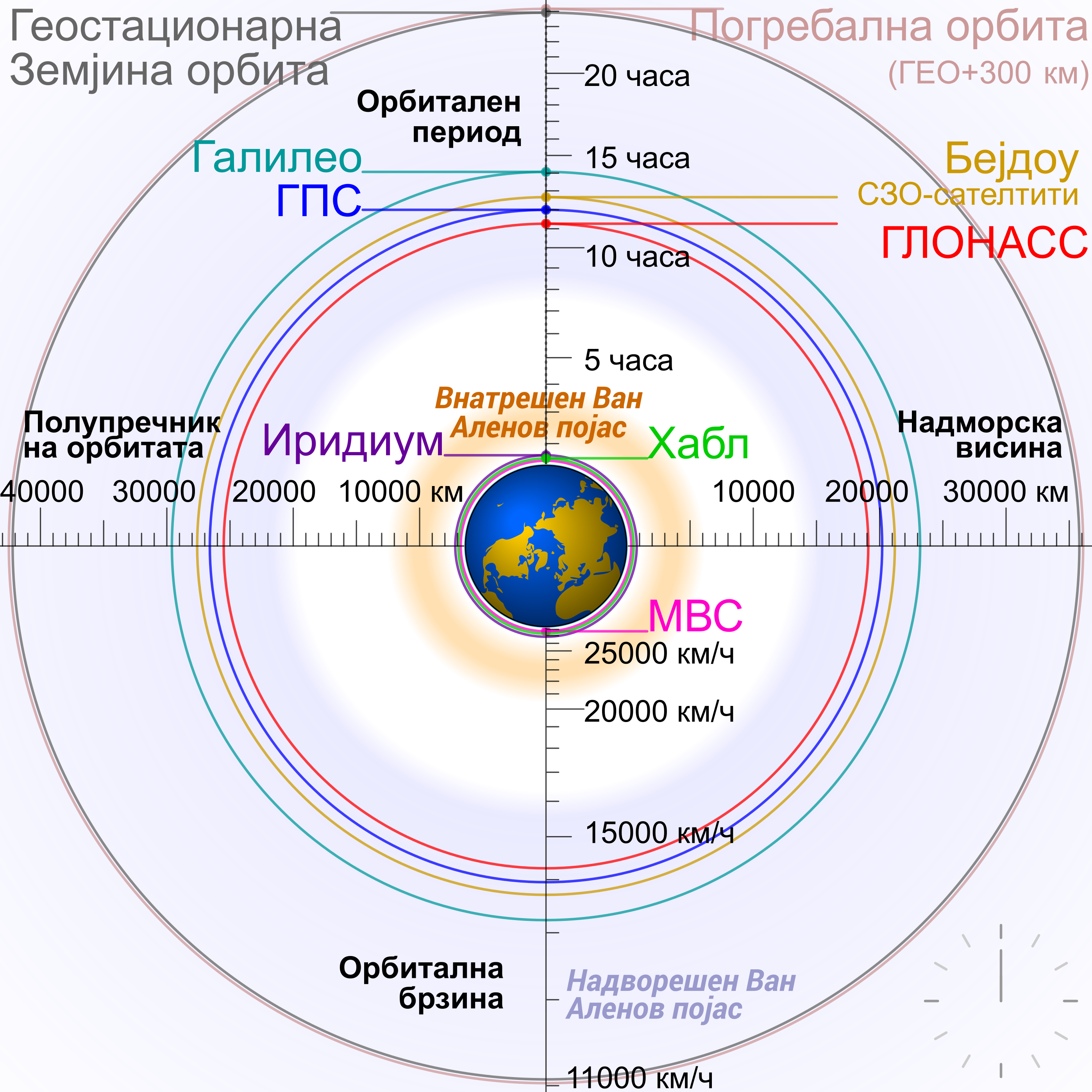
سامانه ناوبری ماهواره‌ای

### DORIS
سامانه داپلر مداری و تعیین موقعیت رادیویی ماهواره‌ای (DORIS) که در حقیقت یک سیستم تصحیح مسیر مشابه سیستم‌های ناوبری می‌باشد و متعلق به کشور فرانسه است.

### ماهواره‌های LEO
در حال حاضر دو شبکه تلفن ماهواره‌ای موجود در مدار پایینی زمین (LEO) قادر به ردیابی واحدهای فرستنده گیرنده با دقت چند کیلومتر با استفاده از محاسبات شیفت داپلر از ماهواره هستند. مختصات به واحد فرستنده و گیرنده بازگردانده می‌شود و در آنجا می‌توان آنها را با استفاده از مجموعه دستورهای هایس یا رابط کاربری گرافیکی خواند. این امکان همچنین می‌تواند توسط دروازه برای اعمال محدودیت در برنامه‌های تماس محدود جغرافیایی استفاده شود.